# Geesthacht
Geesthacht är en stad i Kreis Herzogtum Lauenburg i Schleswig-Holstein i  Tyskland.